# Bitwa nad Szełonią
Bitwa nad Szełonią – starcie zbrojne pomiędzy armiami Republiki Nowogrodzkiej i Wielkiego Księstwa Moskiewskiego, które miało miejsce 14 lipca 1471 roku. W wyniku bitwy rozegranej nad rzeką Szełoń nowogrodzianie ponieśli dotkliwą klęskę. Przyczyniła się ona do utraty przez Nowogród Wielki całkowitej samodzielności i znaczenia politycznego, a w konsekwencji do inkorporacji państwa nowogrodzkiego w 1478 roku przez Iwana III.